# Municipio de Summit (condado de Butler, Nebraska)
El municipio de Summit (en inglés: Summit Township) es un municipio ubicado en el condado de Butler en el estado estadounidense de Nebraska. En el año 2010 tenía una población de 178 habitantes y una densidad poblacional de 1,92 personas por km².

## Geografía
El municipio de Summit se encuentra ubicado en las coordenadas 41°15′32″N 97°19′20″O / 41.25889, -97.32222. Según la Oficina del Censo de los Estados Unidos, el municipio tiene una superficie total de 92,53 km², de los cuales cual 92,48 km² corresponden a tierra firme y (0,06 %) 0,05 km² es agua.

## Demografía
Según el censo de 2010, había 178 personas residiendo en el municipio de Summit. La densidad de población era de 1,92 hab./km². Los 178 habitantes son de raza blanca.